# Dolichos
Dolichos es un género de plantas con flores con 396 especies perteneciente a la familia Fabaceae.

## Especies seleccionadas
- Dolichos abyssinicus
- Dolichos acinaciformis
- Dolichos aciphyllus
- Dolichos adenophorus
- Dolichos africanus
- Dolichos ahipa
- Dolichos albus